# Grong Grong (Lhoksukon)
Grong Grong is een bestuurslaag in het regentschap Aceh Utara van de provincie Atjeh, Indonesië. Grong Grong telt 302 inwoners (volkstelling 2010).